# Freja og Sofie
Freja og Sofie er en dansk kortfilm fra 2014 instrueret af Søren Lundvall Danielsen.

## Handling
Denne artikel mangler et handlingsreferat. Hjælp os med at skrive det.